# Vierde klasse 2011-12 (voetbal België)
Het seizoen 2011/12 van de Belgische Vierde Klasse ging van start in de zomer van 2011 en eindigt in de lente van 2012. Daarna worden nog eindrondes voor promotie en degradatie afgewerkt. Vierde Klasse of Bevordering telt vier afzonderlijke reeksen, met 16 clubs per reeks.

## Naamswijzigingen
- Football Couillet-La Louvière wijzigde zijn naam in FC Charleroi.

## Gedegradeerde teams
Deze teams waren gedegradeerd uit de Derde Klasse voor de start van het seizoen:
- KFC Izegem (rechtstreeks 3A)
- KSC Wielsbeke (rechtstreeks 3A)
- UR Namur (rechtstreeks 3B)
- RFC Liège (rechtstreeks 3B)
- KSK Lombeek-Ternat (uitgeschakeld in de tweede ronde van de eindronde Vierde klasse)
- R. Cappellen FC (uitgeschakeld in de derde ronde van de eindronde Vierde klasse)

## Gepromoveerde teams
Deze teams waren gepromoveerd uit de provinciale reeksen voor de start van het seizoen. Uit elke provincie promoveert de kampioen. In de drie provincies met de meeste clubs, namelijk Antwerpen, Brabant en Oost-Vlaanderen, promoveerde de provinciale eindrondewinnaar rechtstreeks naar Vierde Klasse. De eindrondewinnaars uit de andere provincies moesten nog naar een interprovinciale eindronde om kans te maken op promotie.

### Antwerpen
- KVV Vosselaar (kampioen)
- FC Mariekerke (winnaar provinciale eindronde)

### Brabant
- K. Kampenhout SK (kampioen)
- FC Ganshoren (winnaar provinciale eindronde)

### Limburg
- K. Esperanza Neerpelt (kampioen)

### Oost-Vlaanderen
- KSK Maldegem (kampioen)
- KVC Jong Lede (winnaar provinciale eindronde)

### West-Vlaanderen
- Sporting West Harelbeke (kampioen)
- KVC Wingene (winst interprovinciale eindronde)

### Henegouwen
- RES Acrenoise (kampioen)

### Luik
- R. Entente Blegnytoise (kampioen)

### Luxemburg
- RRC Mormont (kampioen)

### Namen
- RFC Meux (kampioen)
- R. Standard FC Bièvre (winst interprovinciale eindronde)

## Promoverende teams
Deze teams promoveerden naar Derde Klasse op het eind van het seizoen.
- KFC Izegem (kampioen 4A)
- K. Berchem Sport (kampioen 4B)
- R. Cappellen FC (kampioen 4C)
- RUW Ciney (kampioen 4D)

## Degraderende teams
Deze teams degradeerden naar de provinciale reeksen op het eind van het seizoen:
- KSV Diksmuide (rechtstreeks 4A)
- KVC Wingene (rechtstreeks 4A)
- KSC Wielsbeke (rechtstreeks 4A)
- FC Mariekerke (rechtstreeks 4B)
- KFC Sporting Sint-Gillis-Waas (rechtstreeks 4B)
- KFC Zwarte Leeuw (rechtstreeks 4C)
- KFC De Kempen Tielen-Lichtaart (rechtstreeks 4C)
- KSK Tongeren (rechtstreeks 4C)
- Etoile Elsautoise (rechtstreeks 4D)
- RFC Sérésien (rechtstreeks 4D)
- JS Habaysienne (rechtstreeks 4D)

Noot: In de B-reeks had K. Lyra TSV een klacht ingediend tegen FC Charleroi, dat een niet-gespeelrechtigde speler zou hebben opgesteld. Lyra kreeg gelijk, kreeg drie extra punten, waardoor KFC Katelijne-Waver op een rechtstreekse degradatieplaats belandde. Zonder de 3 punten die Lyra kreeg zou Katelijne-Waver op een eindrondeplaats (14de) geëindigd zijn en zou Saint-Ghislain op een veilige 13de plaats geëindigd zijn. Katelijne vond dat het niet de dupe mocht zijn van een geschil tussen andere club, kreeg na verschillende procedure eveneens gelijk en werd zo door de voetbalbond opgevist. Daardoor was er geen derde rechtstreekse degradant in de B-reeks.

## Eindstand
| Legende                               |
| ------------------------------------- |
| Kampioen + promotie naar Derde Klasse |
| Eindronde voor promotie               |
| Interprovinciale eindronde            |
| Degradatie naar Eerste Provinciale    |

### Vierde Klasse A
|   |    |                              | P  | W  | G  | V  | +  | -  | DS  | Ptn |
| - | -- | ---------------------------- | -- | -- | -- | -- | -- | -- | --- | --- |
| K | 1  | KFC Izegem                   | 30 | 18 | 6  | 6  | 59 | 32 | 27  | 60  |
| E | 2  | KVK Ieper                    | 30 | 17 | 3  | 10 | 56 | 43 | 13  | 54  |
| E | 3  | Verbroedering Meldert        | 30 | 16 | 5  | 9  | 62 | 36 | 26  | 53  |
| E | 4  | SK Berlare                   | 30 | 15 | 6  | 9  | 56 | 46 | 10  | 51  |
|   | 5  | SK Terjoden-Welle            | 30 | 14 | 8  | 8  | 64 | 38 | 26  | 50  |
|   | 6  | Sporting West Harelbeke      | 30 | 13 | 11 | 6  | 53 | 39 | 14  | 50  |
|   | 7  | RRC Gent-Zeehaven            | 30 | 15 | 4  | 11 | 50 | 40 | 10  | 49  |
|   | 7  | KVC Sint-Eloois-Winkel Sport | 30 | 15 | 4  | 11 | 46 | 46 | 0   | 49  |
|   | 9  | KFC Sparta Petegem           | 30 | 11 | 9  | 10 | 37 | 30 | 7   | 42  |
|   | 10 | KSK Maldegem                 | 30 | 11 | 4  | 15 | 49 | 66 | -17 | 37  |
|   | 11 | SK Eernegem                  | 30 | 9  | 10 | 11 | 47 | 49 | -2  | 37  |
|   | 11 | KBS Poperinge                | 30 | 9  | 10 | 11 | 48 | 53 | -5  | 37  |
| E | 13 | KVC Jong Lede                | 30 | 9  | 7  | 14 | 46 | 68 | -22 | 34  |
| D | 14 | KSV Diksmuide                | 30 | 5  | 8  | 17 | 44 | 72 | -28 | 23  |
| D | 15 | KVC Wingene                  | 30 | 4  | 9  | 17 | 38 | 66 | -28 | 21  |
| D | 16 | KSC Wielsbeke                | 30 | 4  | 6  | 20 | 28 | 59 | -31 | 18  |

P: wedstrijden gespeeld, W: wedstrijden gewonnen, G: gelijke spelen, V: wedstrijden verloren, +: gescoorde doelpunten, -: doelpunten tegen, DS: doelsaldo, Ptn: totaal punten
 K: kampioen en promotie, E: eindronde, D: degradatie

### Vierde Klasse B
|   |    |                                      | P  | W  | G | V  | +  | -  | DS  | Ptn |
| - | -- | ------------------------------------ | -- | -- | - | -- | -- | -- | --- | --- |
| K | 1  | K. Berchem Sport                     | 30 | 21 | 5 | 4  | 64 | 26 | 38  | 68  |
| E | 2  | Tempo Overijse                       | 30 | 20 | 4 | 6  | 58 | 23 | 35  | 64  |
| E | 3  | FC Charleroi                         | 30 | 17 | 6 | 7  | 61 | 34 | 27  | 57  |
| E | 4  | Dilbeek Sport                        | 30 | 14 | 7 | 9  | 61 | 54 | 7   | 49  |
|   | 5  | KSK Lombeek-Ternat                   | 30 | 15 | 2 | 13 | 51 | 47 | 4   | 47  |
|   | 6  | K. Londerzeel SK                     | 30 | 13 | 6 | 11 | 47 | 42 | 5   | 45  |
|   | 7  | FC Ganshoren                         | 30 | 12 | 9 | 9  | 46 | 39 | 7   | 45  |
|   | 8  | RES Acrenoise                        | 30 | 13 | 5 | 12 | 42 | 44 | -2  | 44  |
|   | 9  | KFC Duffel                           | 30 | 11 | 5 | 14 | 56 | 59 | -3  | 38  |
|   | 10 | R. Léopold Uccle FC                  | 30 | 10 | 4 | 16 | 42 | 50 | -8  | 34  |
|   | 11 | K. Kampenhout SK                     | 30 | 9  | 6 | 15 | 33 | 53 | -20 | 33  |
|   | 12 | K. Lyra TSV                          | 30 | 8  | 9 | 13 | 42 | 44 | -2  | 33  |
| E | 12 | Union Saint-Ghislain Tertre-Hautrage | 30 | 8  | 9 | 13 | 42 | 59 | -17 | 33  |
| D | 14 | KFC Katelijne-Waver                  | 30 | 8  | 7 | 15 | 33 | 60 | -27 | 31  |
| D | 15 | FC Mariekerke                        | 30 | 6  | 8 | 16 | 33 | 55 | -22 | 26  |
| D | 16 | KFC Sporting Sint-Gillis-Waas        | 30 | 5  | 8 | 17 | 29 | 51 | -22 | 23  |

P: wedstrijden gespeeld, W: wedstrijden gewonnen, G: gelijke spelen, V: wedstrijden verloren, +: gescoorde doelpunten, -: doelpunten tegen, DS: doelsaldo, Ptn: totaal punten
 K: kampioen en promotie, E: eindronde, D: degradatie

### Vierde Klasse C
|   |    |                                | P  | W  | G  | V  | +  | -  | DS  | Ptn |
| - | -- | ------------------------------ | -- | -- | -- | -- | -- | -- | --- | --- |
| K | 1  | R. Cappellen FC                | 30 | 17 | 8  | 5  | 45 | 29 | 16  | 59  |
| E | 2  | K. Esperanza Neerpelt          | 30 | 15 | 7  | 8  | 53 | 32 | 21  | 52  |
| E | 3  | K. Overpeltse VV               | 30 | 14 | 10 | 6  | 62 | 36 | 26  | 52  |
| E | 4  | KSK Bree                       | 30 | 15 | 6  | 9  | 49 | 34 | 15  | 51  |
|   | 5  | KVV Vosselaar                  | 30 | 15 | 4  | 11 | 60 | 51 | 9   | 49  |
|   | 6  | Excelsior Veldwezelt           | 30 | 14 | 6  | 10 | 56 | 43 | 13  | 48  |
|   | 7  | KFC Sint-Lenaarts              | 30 | 13 | 9  | 8  | 54 | 47 | 7   | 48  |
|   | 8  | Spouwen-Mopertingen            | 30 | 13 | 6  | 11 | 51 | 58 | -7  | 45  |
|   | 9  | K. Witgoor Sport Dessel        | 30 | 11 | 8  | 11 | 41 | 46 | -5  | 41  |
|   | 10 | KESK Leopoldsburg              | 30 | 11 | 7  | 12 | 31 | 38 | -7  | 40  |
|   | 11 | K. Everbeur Sport Averbode     | 30 | 10 | 8  | 12 | 56 | 48 | 8   | 38  |
|   | 12 | KFC Oosterzonen Oosterwijk     | 30 | 10 | 7  | 13 | 51 | 57 | -6  | 37  |
| E | 13 | K. Herk-de-Stad FC             | 30 | 9  | 7  | 14 | 47 | 61 | -14 | 34  |
| D | 14 | KFC Zwarte Leeuw               | 30 | 6  | 9  | 15 | 41 | 52 | -11 | 27  |
| D | 15 | KFC De Kempen Tielen-Lichtaart | 30 | 5  | 6  | 19 | 32 | 67 | -35 | 21  |
| D | 16 | KSK Tongeren                   | 30 | 3  | 8  | 19 | 29 | 69 | -40 | 17  |

P: wedstrijden gespeeld, W: wedstrijden gewonnen, G: gelijke spelen, V: wedstrijden verloren, +: gescoorde doelpunten, -: doelpunten tegen, DS: doelsaldo, Ptn: totaal punten
 K: kampioen en promotie, E: eindronde, D: degradatie

### Vierde Klasse D
|   |    |                                      | P  | W  | G  | V  | +  | -  | DS  | Ptn |
| - | -- | ------------------------------------ | -- | -- | -- | -- | -- | -- | --- | --- |
| K | 1  | RUW Ciney                            | 30 | 23 | 4  | 3  | 76 | 31 | 45  | 73  |
| E | 2  | R. Wallonia Walhain Chaumont-Gistoux | 30 | 17 | 7  | 6  | 68 | 36 | 32  | 58  |
| E | 3  | RFC Liège                            | 30 | 16 | 8  | 6  | 56 | 43 | 13  | 56  |
| E | 4  | RFC Turkania Faymonville             | 30 | 15 | 7  | 8  | 61 | 54 | 7   | 52  |
|   | 5  | RUS Givry                            | 30 | 13 | 7  | 10 | 41 | 32 | 9   | 46  |
|   | 6  | RRC Hamoir                           | 30 | 13 | 4  | 13 | 52 | 52 | 0   | 43  |
|   | 7  | R. Aywaille FC                       | 30 | 11 | 10 | 9  | 49 | 37 | 12  | 43  |
|   | 8  | R. Sprimont Comblain Sport           | 30 | 9  | 10 | 11 | 51 | 56 | -5  | 37  |
|   | 9  | RFC Meux                             | 30 | 8  | 12 | 10 | 53 | 55 | -2  | 36  |
|   | 10 | RRC Mormont                          | 30 | 9  | 7  | 14 | 50 | 60 | -10 | 34  |
|   | 11 | UR Namur                             | 30 | 8  | 8  | 14 | 38 | 45 | -7  | 32  |
|   | 11 | R. Standard FC Bièvre                | 30 | 8  | 8  | 14 | 41 | 61 | -20 | 32  |
| E | 13 | R. Entente Blegnytoise               | 30 | 7  | 10 | 13 | 30 | 51 | -21 | 31  |
| D | 14 | JS Habaysienne                       | 30 | 8  | 6  | 16 | 39 | 55 | -16 | 30  |
| D | 15 | RFC Sérésien                         | 30 | 5  | 15 | 10 | 34 | 46 | -12 | 30  |
| D | 16 | Etoile Elsautoise                    | 30 | 5  | 7  | 18 | 37 | 62 | -25 | 22  |

P: wedstrijden gespeeld, W: wedstrijden gewonnen, G: gelijke spelen, V: wedstrijden verloren, +: gescoorde doelpunten, -: doelpunten tegen, DS: doelsaldo, Ptn: totaal punten
 K: kampioen en promotie, E: eindronde, D: degradatie

## Periodekampioenen

### Vierde Klasse A
- Eerste periode: SK Terjoden-Welle, 23 punten
- Tweede periode: KVK Ieper, 25 punten
- Derde periode: SK Berlare, 22 punten

### Vierde Klasse B
- Eerste periode: K. Berchem Sport 2004, 21 punten
- Tweede periode: K. Berchem Sport 2004, 25 punten
- Derde periode: Tempo Overijse, 26 punten

### Vierde Klasse C
- Eerste periode: K. Esperanza Neerpelt, 20 punten
- Tweede periode: K. Esperanza Neerpelt, 20 punten
- Derde periode: R. Cappellen FC, 26 punten

### Vierde Klasse D
- Eerste periode: RUW Ciney, 27 punten
- Tweede periode: RUW Ciney, 23 punten
- Derde periode: RUW Ciney, 23 punten

## Eindronde

### Promotie-eindronde
De eindronde wordt gespeeld tussen de twaalf periodewinnaars uit Vierde Klasse, of de hoogste clubs uit de eindstand indien een club meerdere periodes won of kampioen werd, en de derde laatste gerangschikte clubs uit de reeksen in Derde Klasse.

#### Kwalificatieronde
Op de eerste speeldag treden twaalf vierdeklassers aan, die aan elkaar gepaard worden. De zes winnaars van elk duel gaan door.
| # | Datum      | Uur   | Wedstrijd                                         | Uitslag        |
| - | ---------- | ----- | ------------------------------------------------- | -------------- |
| 1 | 13/05/2012 | 16:00 | Dilbeek Sport - K. Overpeltse VV                  | 2-2 (pen. 5-4) |
| 2 | 12/05/2012 | 19:30 | K. Esperanza Neerpelt - SK Terjoden-Welle         | 2-4 (n.v.)     |
| 3 | 12/05/2012 | 17:00 | RFC Turkania Faymonville - KVK Ieper              | 2-5            |
| 4 | 13/05/2012 | 16:00 | FC Charleroi - KSK Bree                           | 3-1            |
| 5 | 12/05/2012 | 20:00 | SK Berlare - R. Wallonia Walhain Chaumont-Gistoux | 0-2            |
| 6 | 13/05/2012 | 19:00 | Tempo Overijse - RFC Liège                        | 1-0            |

#### Tweede speeldag
In de tweede speeldag worden bij de zes winnaars van de kwalificatieronde KSV Temse en KVV Coxyde gevoegd, de ploegen die in Derde Klasse op twee na laatste eindigden. Er worden vier wedstrijden gespeeld tussen deze acht ploegen, verdeeld in twee poules, met in elke poule een derdeklasser. De winnaars gaan verder.
| #       | Datum      | Uur     | Wedstrijd                                           | Uitslag    |
| Poule 1 | Poule 1    | Poule 1 | Poule 1                                             |            |
| ------- | ---------- | ------- | --------------------------------------------------- | ---------- |
| 7       | 27/05/2012 | 16:00   | KVV Coxyde - KVK Ieper                              | 3-1 (n.v.) |
| 8       | 27/05/2012 | 16:00   | Dilbeek Sport - Tempo Overijse                      | 0-3        |
| Poule 2 |            |         |                                                     |            |
| 9       | 20/05/2012 | 16:00   | KSV Temse - SK Terjoden-Welle                       | 5-5 (pen.) |
| 10      | 20/05/2012 | 16:00   | FC Charleroi - R. Wallonia Walhain Chaumont-Gistoux | 4-2 (n.v.) |

#### Derde speeldag
De winnaars van de derde speeldag promoveren naar Derde Klasse
| #  | Datum      | Uur   | Wedstrijd                   | Uitslag |                                |
| -- | ---------- | ----- | --------------------------- | ------- | ------------------------------ |
| 11 | 30/05/2012 | 20:30 | KVV Coxyde - Tempo Overijse | 3-1     | Koksijde bleef in Derde Klasse |
| 12 | 27/05/2012 | 16:00 | KSV Temse - FC Charleroi    | 2-1     | Temse bleef in Derde Klasse    |

Tussen de verliezers van wedstrijden 11 en 12 werd nog een wedstrijd gespeeld voor eventuele bijkomende stijger omwille van een mogelijk vrijgekomen plaats.
| #  | Datum      | Uur   | Wedstrijd                     | Uitslag    |  |
| -- | ---------- | ----- | ----------------------------- | ---------- |  |
| 13 | 03/06/2012 | 16:00 | Tempo Overijse - FC Charleroi | 1-0 (n.v.) |  |

### Degradatie-eindronde

#### Voorronde
De vier teams die 13de eindigden, namelijk KVC Jong Lede, K. Herk-de-Stad FC, Entente Blegnytoise en Union Saint-Ghislain Tertre-Hautrage werden aan elkaar gepaard en spelen een voorronde. De twee winnaars blijven in Vierde Klasse, de twee verliezers moeten verder spelen voor behoud in de Interprovinciale Eindronde. Daar worden de twee ploegen samengevoegd met zes ploegen uit de provinciale reeksen.
| Datum      | Uur   | Wedstrijd                                            | Uitslag    |
| ---------- | ----- | ---------------------------------------------------- | ---------- |
| 13/05/2012 | 16:00 | KVC Jong Lede - Union Saint-Ghislain Tertre-Hautrage | 2-0 (n.v.) |
| 13/05/2012 | 16:00 | K. Herk-de-Stad FC - Entente Blegnytoise             | 1-3        |

KVC Jong Lede en Entente Blegnytoise blijven in Vierde Klasse; de verliezers moeten verder spelen in de eindronde.

#### Ronde 1
De twee verliezende vierdeklassers, Union Saint-Ghislain Tertre-Hautrage en Herk-de-Stad FC, spelen verder in een competitie met rechtstreekse uitschakeling in de Interprovinciale Eindronde. Hier worden die twee ploegen samengevoegd met ploegen uit de provinciale reeksen, namelijk KSC Menen uit West-Vlaanderen, RUS Genly-Quévy 89 uit Henegouwen, Eendracht Termien uit Limburg, RUS Sartoise uit Luxemburg, RES Couvin-Mariembourg uit Namen en R. Stade Waremmien FC uit Luik.
| Datum      | Uur   | Wedstrijd                                           | Uitslag    |
| ---------- | ----- | --------------------------------------------------- | ---------- |
| 20/05/2012 | 15:00 | KSC Menen - Eendracht Termien                       | 5-2 (n.v.) |
| 20/05/2012 | 16:00 | R. Stade Waremmien FC - K. Herk-de-Stad FC          | 2-1        |
| 20/05/2012 | 16:00 | RUS Genly-Quévy 89 - RES Couvin-Mariembourg         | 1-0        |
| 20/05/2012 | 16:00 | RUS Sartoise - Union Saint-Ghislain Tertre-Hautrage | 0-1        |

#### Ronde 2
De winnaars blijven in of promoveren naar Vierde Klasse.
| Datum      | Uur   | Wedstrijd                                        | Uitslag        |                                           |
| ---------- | ----- | ------------------------------------------------ | -------------- | ----------------------------------------- |
| 27/05/2012 | 16:00 | RUS Genly-Quévy 89 - R. Stade Waremmien FC       | 3 -1           | Genly-Quévy promoveert naar Vierde Klasse |
| 27/05/2012 | 16:00 | Union Saint-Ghislain Tertre-Hautrage - KSC Menen | 2-2 (pen. 4-5) | Menen promoveert naar Vierde Klasse       |

#### Verliezers
Ook in de Interprovinciale Eindronde spelen de verliezers nog verder.
| Datum      | Uur   | Wedstrijd                                                    | Uitslag      |
| ---------- | ----- | ------------------------------------------------------------ | ------------ |
| 02/06/2012 | 19:00 | Union Saint-Ghislain Tertre-Hautrage - R. Stade Waremmien FC | 1 - 2 (n.v.) |

Saint-Ghislain moest normaalgezien naar Eerste Provinciale zakken. Omdat KFC Katelijne-Waver echter werd opgevist, en Saint-Ghislain hoger eindigde in het klassement als Katelijne-Waver kon het in Vierde Klasse blijven.